# Silver Star (stazione sciistica)

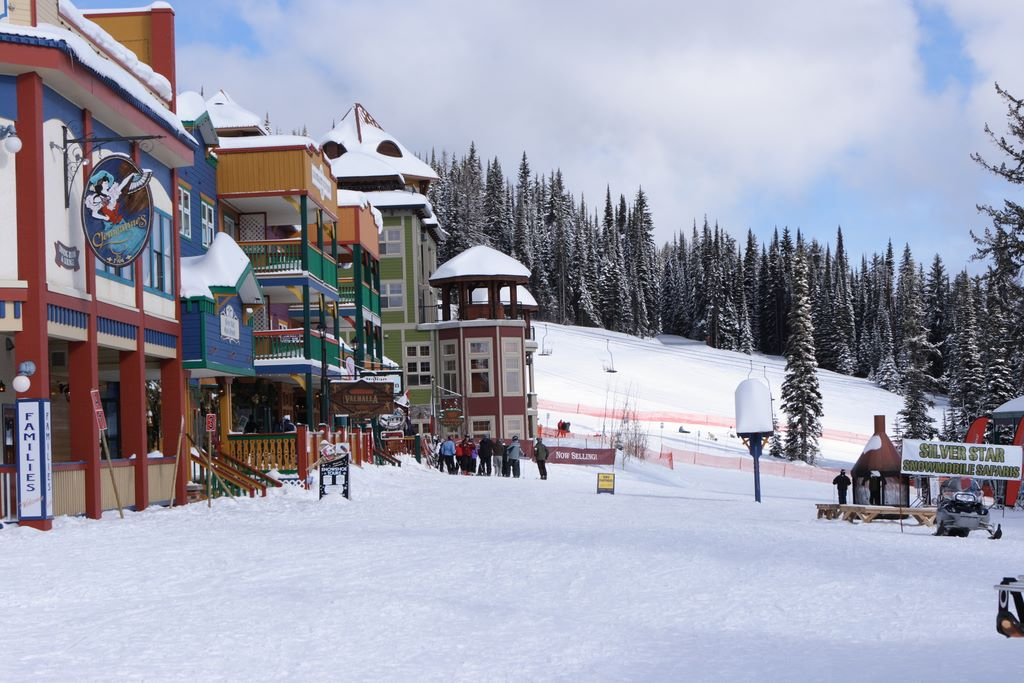
Il villaggio di Silver Star

Silver Star (detta anche Silver Star Mountain Resort) è una stazione sciistica canadese che si estende sull'altopiano Shuswap nei Monti Monashee, 25 km a nordest della città di Vernon, nella Columbia Britannica. Si estende tra i 1155 e i 1915 m s.l.m.; mediamente, a Silver Star cadono 700 centimetri di neve all'anno.
È attrezzata sia per lo sci nordico, con 60 km di piste per lo sci di fondo, sia per lo sci alpino, con 115 piste e 12 impianti di risalita. Ha ospitato le gare d'apertura della Coppa del Mondo di sci di fondo 1992.